# Bernat, Gràcia i Maria d'Alzira
Els sants Bernat, Gràcia i Maria d'Alzira van ser tres germans, anomenats respectivament Ibn Ahmed al-Mansur, Zoraida i Zaida, fills d'un príncep musulmà de Carlet, que van convertir-se al cristianisme i van morir com a màrtirs el 1181 a Alzira. Són patrons d'Alzira i Carlet. Popularment, són coneguts a Alzira com els Sants Patrons o Sant Bernat i les Germanetes.

## Hagiografia

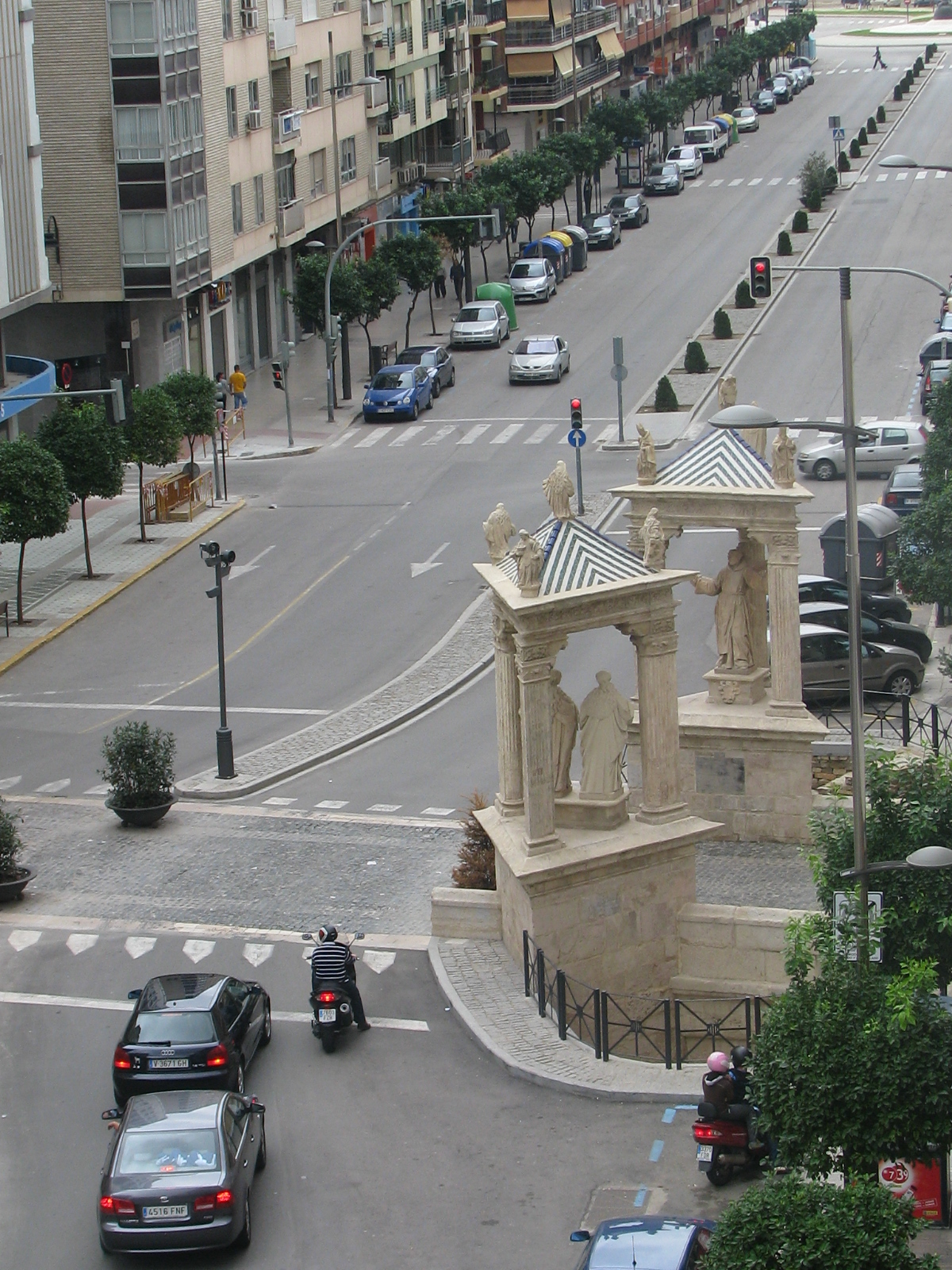
Monument als sants a l'Avinguda dels Sants Patrons d'Alzira

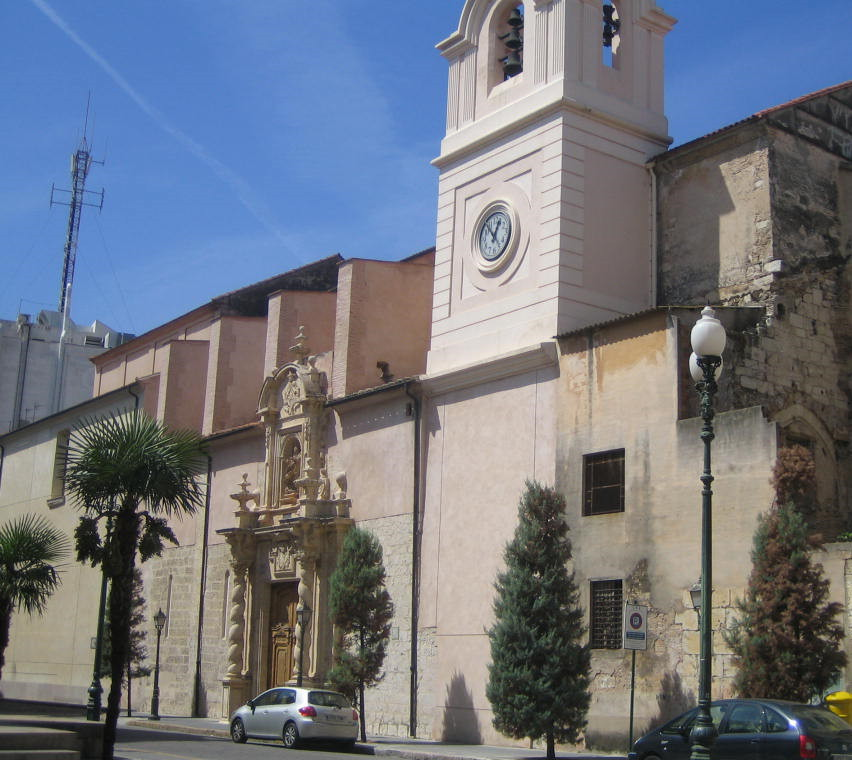
Santa Caterina d'Alzira, on hi ha part de les relíquies

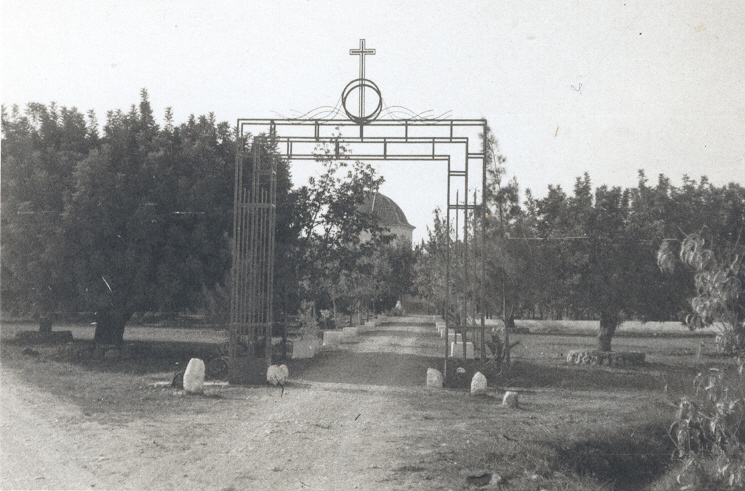
Ermita de Sant Bernat a Carlet, foto de 1967

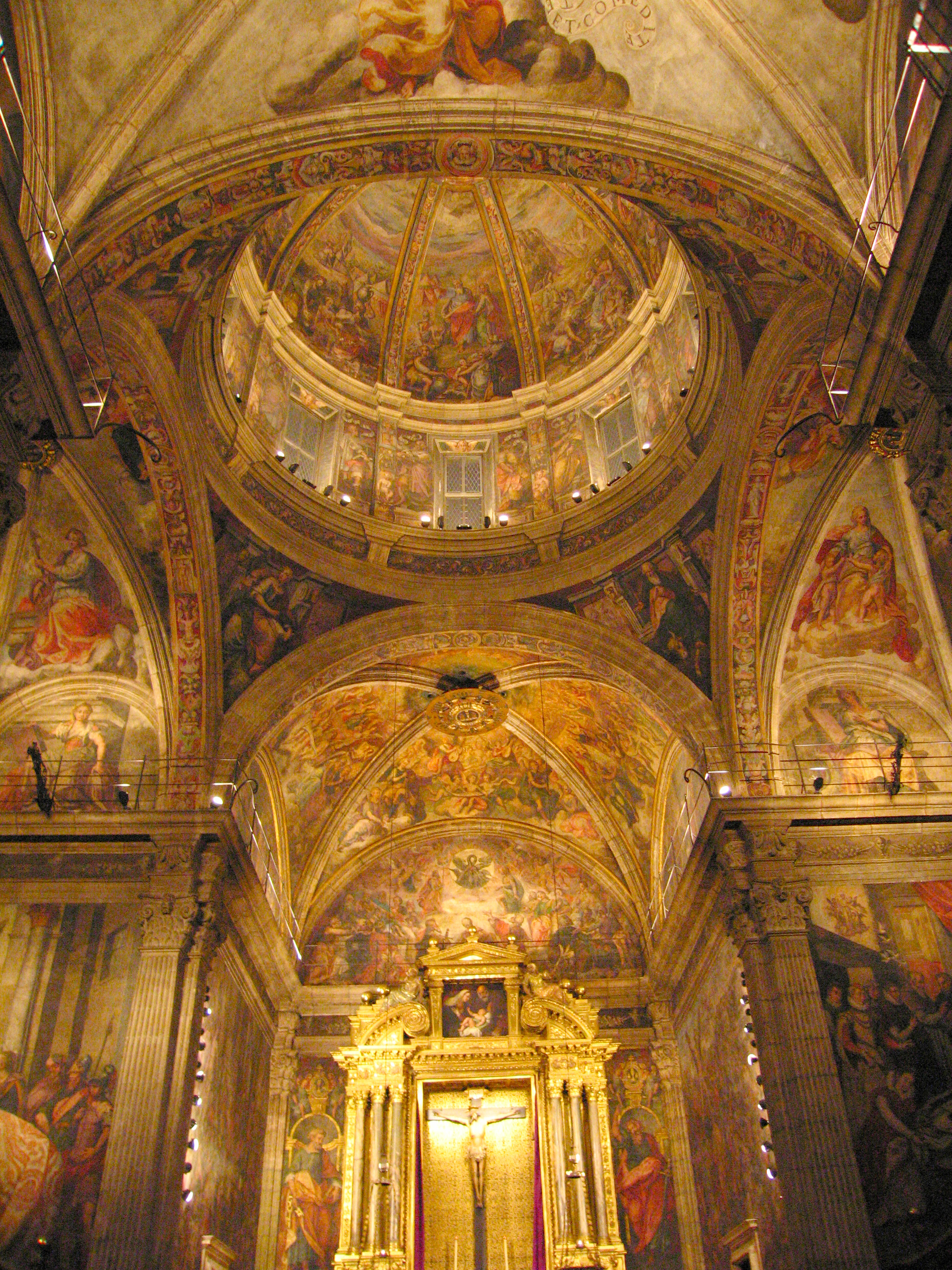
Capella del Col·legi del Corpus Christi, amb part de les relíquies

Sant Bernat d'Alzira o Bernat Màrtir havia nascut com a Ahmed ibn al-Mansur a Carlet en 1135. Era fill de l'emir al-Mansur de la taifa de Carlet i el segon de quatre germans: l'hereu al-Mansur, Zaida i Zoraida. Havien nascut a l'alqueria de Pintarrafecs, a la vall d'Alcalà del Magre, a Carlet, sota la jurisdicció d'Alzira.
Ahmed va ser educat amb son germà a la cort del rei musulmà de València. En 1156 va ser enviat com a ambaixador a la cort de Ramon Berenguer IV de Barcelona per a demanar l'alliberament d'uns presoners de guerra. Les negociacions no van reeixir i va emprendre el camí de retorn cap a València. De camí, va aturar-se al Monestir de Poblet, fundat setze anys abans. S'hi hostatjà i, després de dos dies, va demanar d'ingressar a l'orde del Cister. Va ser batejat i se li va donar el nom de Bernat.
En 1181 tornà a València amb la intenció d'evangelitzar la seva família. Son germà al-Mansur, que havia succeït son pare, s'hi oposà i ordenà perseguir-lo, però les dues germanes, Zaida i Zoraida, el van seguir. Les va batejar amb els noms de Maria (Zaida) i Gràcia (Zoraida). Tots tres van ser detinguts prop d'Alzira i van ser executats el 21 d'agost del mateix any, 1181.

## Veneració
Els cossos dels tres van ser sebollits a Alzira per la comunitat mossàrab. En 1242, l'exèrcit de Jaume I el Conqueridor van trobar-ne les restes en conquerir la ciutat i s'hi va construir una ermita al lloc del martiri, a més d'un temple en memòria seva, encomanat als trinitaris.
En 1599 van tornar a trobar-se les relíquies i, el 1603, per intercessió de Felip III, van ser traslladades al Monestir de Poblet. El fet, però, produí protestes i per tal de solucionar el litigi, es va decidir repartir-les entre Poblet, Carlet i el Reial Col·legi del Corpus Christi de València, ja que les havia demanat l'arquebisbe Joan de Ribera. Una part és, també, a l'altar dels sants a l'Església de Santa Caterina d'Alzira. En 1643 van ser proclamats patrons de la ciutat d'Alzira. Les relíquies de Poblet desaparegueren en 1835, i actualment hi ha una relíquia procedent de les d'Alzira.
L'arxidiòcesi de València celebra la festivitat dels sants d'Alzira el 23 de juliol. L'orde cistercenc, però, ho fa l'1 de juny, des de 1871. Per privilegi pontifici, el Monestir de Poblet celebra una litúrgia solemne en honor del sant del monestir i ses germanes cada 2 de setembre.